# Кокс, Фредди
Фредерик Джеймс Артур Кокс (англ. Frederick James Arthur Cox; 1 ноября 1920 — 7 августа 1973) — английский футболист и футбольный тренер, выступавший на позиции крайнего нападающего (вингера). За время выступлений в Футбольной лиге Англии провёл 182 матча в довоенные и послевоенные годы, забив в них 25 голов. Обладатель Кубка Англии 1949/1950 в составе «Арсенала». 14 лет проработал тренером клубов Футбольной лиги. В годы Второй мировой войны служил в ВВС Великобритании (был пилотом истребителя), награждён крестом «За выдающиеся лётные заслуги».

## Игровая карьера
Фредди Кокс родился 1 ноября 1920 года в Рединге. Игровую карьеру начинал в клубе «Сент-Джорджес Лэдс» (англ. St George's Lads Club), позже пришёл в «Тоттенхэм Хотспур». В 1936 году он начал выступать за фарм-клуб «Тоттенхэма», кентский «Нортфлит Юнайтед», а в августе 1938 года стал официально игроком «Тоттенхэма». Игравший на позиции правого нападающего, Кокс дебютировал в ноябре 1938 года матчем во Втором дивизионе против «Суонси Сити», забив гол и принеся команде ничью 1:1. Во время Второй мировой войны Кокс нёс службу в королевских ВВС Великобритании и пилотировал истребитель. Он был награждён крестом «За выдающиеся лётные заслуги». На правах гостевого игрока он выступал за команды «Рединг» и «Суиндон Таун». После войны он вернулся в «Тоттенхэм», где отыграл ещё три сезона, проведя 105 игр в Футбольной лиге и Кубке Англии и забив 18 голов. В сентябре 1949 года он перешёл в стан извечных противников по дерби Северного Лондона — «Арсенал» — за 12 тысяч фунтов стерлингов.
7 сентября 1949 года состоялся дебют Фредди Кокса в составе «Арсенала» в игре против клуба «Вест Бромвич Альбион», и с тех пор он стал игроком основного состава. Наиболее упорную игру он показывал в Кубке Англии: в полуфинале Кубка 1949/1950 против «Челси» он открыл счёт, и хотя игра закончилась вничью 2:2 и потребовалась переигровка, в повторной встрече всё тот же Кокс забил единственный гол в матче, выведя «Арсенал» в финал. В финальном матче против «Ливерпуля» Фредди Кокс отдал голевой пас на Рега Льюиса, который забил второй мяч в матче и принёс «канонирам» победу в Кубке. Через два года «Арсенал» и «Челси» снова встретились в полуфинале Кубка: Кокс снова забил гол в первой встрече, завершившейся вничью 1:1, а в переигровке забил дважды и поучаствовал в третьей голевой атаке, принеся «Арсеналу» победу 3:0, однако в финале «Арсенал» потерпел поражение от «Ньюкасла Юнайтед» 1:0, доигрывая почти весь матч вдесятером после того, как травмированного Уолли Барнса унесли на носилках.
Однако, несмотря на свою игру в Кубке Англии, Кокс так и не стал постоянным игроком основного состава: конкурентами на его позиции стали сначала Ян Макферсон, а потом Артур Милтон. В сезоне 1952/1953, принёсшем «Арсеналу» титул чемпионов Англии, он сыграл всего 9 матчей, а по окончании сезона ушёл в «Вест Бромвич Альбион», где был играющим тренером, проведя всего 4 матча за клуб. Всего он сыграл 94 матча за «Арсенал» в чемпионате и Кубке Англии, отличившись 16 раз.

## Тренерская карьера
В конце сезона 1953/1954 Кокс вошёл в тренерский штаб клуба «Вест Бромвич Альбион», которым руководил Вик Бакингем. В 1956 году он стал тренером клуба «Борнмут энд Боскомб Атлетик», игравшего в Третьем южном дивизионе Футбольной лиги. Клуб выступал вполне уверенно в те годы: в Кубке Англии 1956/1957 он выбил в четвёртом раунде «Вулверхэмптон» и вышел в шестой раунд, проиграв там «Манчестеру Юнайтед». В 1958 году Кокс стал тренером «Портсмута», однако тот вылетел из Первого дивизиона в первый же сезон работы Кокса, а в феврале 1961 года Кокс был отправлен в отставку.
После небольшой паузы, в течение которой Кокс открыл собственный газетный киоск, в 1962 году тренеру доверили возглавить команду Четвёртого дивизиона Футбольной лиги «Джиллингем». Занявшая в минувшем сезоне 20-е место команда по итогам первого сезона работы Кокса взобралась на 5-е место и только из-за плохого соотношения забитых и пропущенных мячей не смогла попасть в Третий дивизион. Кокс привил «Джиллингему» дисциплинированную игру в обороне и стиль без каких-либо рисков, что позволило команде в сезоне 1963/1964 выиграть регулярное первенство и выйти в Третий дивизион. Начало нового сезона обещало «Джиллингему» второе повышение в классе подряд, однако в конце команда сдала и заняла 7-е место. В канун Рождества 1965 года Кокс ушёл в отставку, вернувшись в «Борнмут», который тогда также играл в Третьем дивизионе. Заняв 4-е место в сезоне 1968/1969, «Борнмут» в следующем сезоне вылетел в дивизион ниже как раз по причине победы «Джиллингема» в последнем туре. Тем же летом Кокс был уволен из клуба и больше не занимался тренерской деятельностью.
Скончался 7 августа 1973 года в Борнмуте в возрасте 52 лет.

## Достижения

### Игрок
- Обладатель Кубка Англии: 1949/1950[9]
- Финалист Кубка Англии: 1951/1952[9]

### Тренер
- Победитель Четвёртого дивизиона Футбольной лиги: 1963/1964[18]